# Cui Zizhong

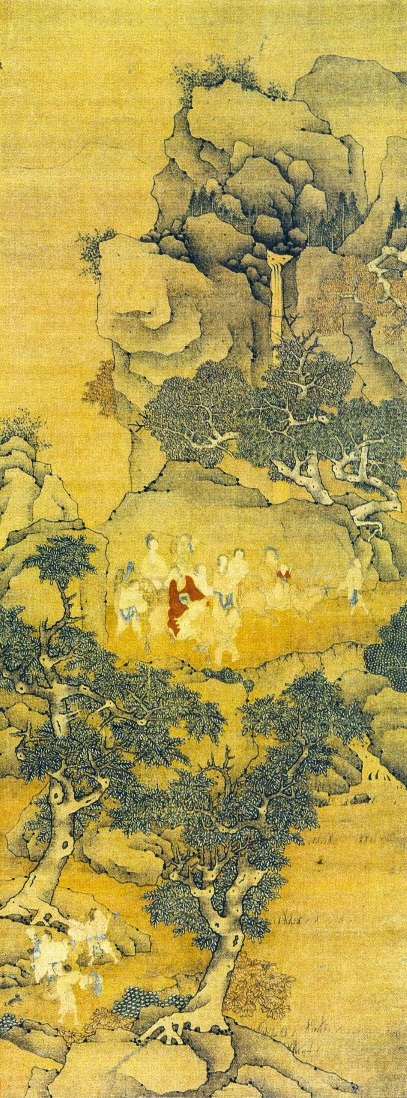
Xu Zhengyang déplace sa famille

Cui Zizhong ou Ts'sui Tzu-chung ou Ts'ouei Tseutchong, surnom: Kaiyu et Dao Mu, noms de pinceau : Peihai et Qingyin, né à Laiyang (province du Shandong. Mort en 1644. Actif au début du XVIIe siècle. Chinois. Peintre.

## Biographie
Ce peintre, aussi connu que le peintre Chen Hongshou pour ses personnages, vit à Pékin et se laisse mourir de faim à la chute de la dynastie Ming. Actif au début du XVIIe siècle et probablement né à la fin du XVIe siècle, on sait peu de chose de sa vie, si ce n'est qu'il est lettré confucéen. Il s'inspire de styles très anciens d'avant la dynastie Tang, mais ce sont souvent des imitations naïves, assez mauvaises On le classe parmi les Maîtres Fantastiques de la fin de la dynastie Ming.

## Portrait et peinture de personnage à la fin desMing
À la suite de la chute de la Dynastie Song et du déclin de la religion, la peinture Ming de personnage perd son principal mécène et décroit en importance jusqu'à la fin de la dynastie. Un petit renouveau survient avec l'émergence de peintres de personnages tels Ding Yunpeng, Wu Bin (peintre), Chen Hongshou, Cui Zizhong, Zeng Jing et Xie Bin.
Quoique, originaire de Laiyang (province du Shandong), Cui Zizhong vit à Beijing. Il a jadis été un lettré dans son district, et  après avoir maintes fois raté les examens de la fonction publique, il abandonne l'idée d'entrer dans l'administration et il se consacre entièrement à la peinture, ce qui le fait vivre, alors, dans une extrême pauvreté refusant de vendre ses peintures ne serait-ce que pour subsister. De nature peu sociable, il se mêle rarement aux autres, et quand la dynastie Ming tombe en 1644, il s'enferme dans une cabane en pisé et se laisse mourir de faim
À en juger par les rares œuvres qui nous sont parvenues, la plupart représentent des personnages historiques ou surnaturels. En capturant les nuages (Musée du palais impérial, Beijing), peinture achevée en 1626 s'inspirant d'une anecdote sur Li Bai, poète de la dynastie des Tang, montre Li Bai admirant les nuages. À l'évidence, l'artiste ne prétend pas raconter l'histoire du poète mettant les nuages dans un flacon, mais plutôt célébrer la nature extraordinaire de l'acte poétique. Les montagnes, les rochers et les arbres de l'arrière-plan évoquent les paysages Song. Réception d'un hôte dans le jardin des abricotiers, peint en 1638 pour son ami Wang Yuzhong, est l'une de ses meilleures peintures. Ces deux amis qui semblent débattre d'un poème ou d'un essai dans un jardin planté d'abricotiers en fleur représentent peut-être l'artiste et Wang Yuzhong eux-mêmes .

## Nostalgie et tradition
On se souvient des lignes de Tao Yuanming: «Ensemble nous apprécions ce chef-d'œuvre, échangeant et analysant nos opinions différentes». La peinture symbolise, à l'évidence, le thème de l'amitié; le fond et les personnages vivement colorés renforcent encore l'atmosphère harmonieuse. Cui Zizhong suit les traditions des peintres professionnels. Les postures des personnages et les abricotiers de la dernière peinture rappellent Banquet en soirée au jardin des pêchers et des pruniers de Qiu Ying (Chion-in, Kyōto) et les rochers ressemblent beaucoup à ceux de (Shi Rui. Cui recherche une forme d'expression classique et Qiu Ying  est un expert dans l'imitation  des peintres du passé, tandis que Shi Rui modèle ses peintures sur les paysages des Song du Nord. Cui ne laisse pas les flots furieux de la peinture lettrée submerger sa technique.
Xu Zhengyang déplace sa famille traite d'un thème surnaturel. L'histoire raconte que, pénétré de l'esprit du Dao, Xu Xun de la dynastie des Jin orientaux s'élève dans le ciel avec sa famille, et est vénéré par les taoïste comme un immortel. Il existe une autre peinture de l'artiste sur le même sujet (Musée national du palais impérial Taipei. D'après l'inscription de Cui, il a vu de nombreuses ébauches (fenben) de peintures anciennes qui abordent ce thème  avant de réaliser son tableau. Il admet imiter ces œuvres, mais affirme ne jamais s'être laissé entraver par elles. Comme on ne dispose d'aucune de ces ébauches, il n'y a pas moyen d'établir la comparaison. La peinture rappelle cependant Ge Zhichuan change de lieu de séjour, de Wang Meng.

## Quête de style
.

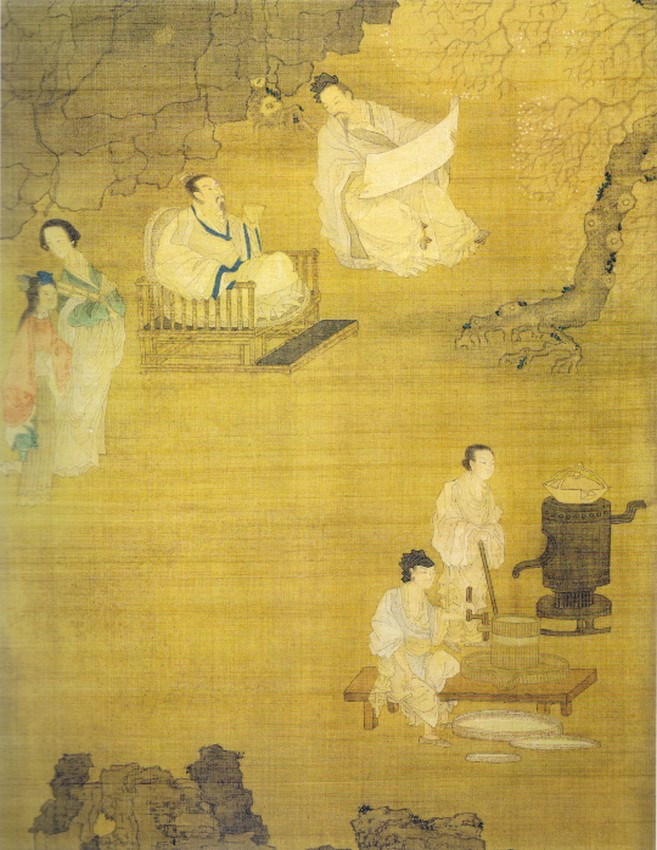
Réception d'un hôte dans le jardin des abricotiers

Dans sa quête d'une expression classique, Cui Zizhong reprend les techniques traditionnelles transmises par les peintres professionnels au début des Ming. Cette continuation et les idées et sentiments qu'il partage avec les hommes de lettres fusionnent pour produire son propre style de peinture. Wu Weiye, un artiste réputé de l'époque, relie Cui à l'autre peintre déterminant de son temps: «Quelles œuvres seront immortelles à l'issue de ces quarante ans? Celles de Cui Zizhong du Nord et de Chen Hongshou du Sud».

## Musées
- Beijing (Musée du palais impérial):
  - En capturant les nuages, 1626.
- Berkeley (Art Museum):
  - Réception d'un hôte dans le jardin des abricotiers, rouleau mural, encre et couleurs sur soie, 1638. Collection Nicolas Cahill. Prêt à long terme à l'Université de Californie.
- Cleveland Museum of Art:
  - Xu Zhengyang déplace sa famille, rouleau mural, encre et couleur sur soie, 165,6 × 64,1 cm,
- Taipei (Mus. du Palais):
  - Le poète du Su Dongpo donnant sa ceinture, encre et couleurs sur papier, rouleau en hauteur, signé.
  - Chiens et poulets dans les nuages (c'est-à-dire: voyageurs dans un paysage de montagnes), encre et couleurs sur soie, rouleau en hauteur, signé.